# 唐國史補
《唐國史補》又名《國史補》，唐代李肇著，凡三卷。成書於唐元和年間（806-821）。
李肇自序言《國史補》乃續劉餗《國朝傳記》一書而作。《國史補》共三〇八節（上卷一〇三節，中卷一〇三節，下卷一〇二節），每條目皆用五字標題，以概括其大意，本書記載唐代開元至長慶年間一百年事，涉及當時的社會風氣、朝野軼事及典章制度等。《國史補》書成後相當受重視，是當時所重者惟肇所補之書。《四庫全書簡明目錄》稱此書在唐、宋說部中，最為近正。《四庫全書總目提要》云：然論張巡則取李翰之傳，所記左震、李汧、李廙、顏真卿、陽城、歸登、鄭絪、孔戣、田布、鄒待徵妻、元載女諸事，皆有裨於風教。又如李舟天堂地獄之說，楊氏、穆氏兄弟賓客之辨，皆有名理。末卷說諸典故及下馬陵相府蓮義，亦資考據。餘如摴蒱盧雉之訓，可以解劉裕事，劍南燒春之名，可以解李商隱詩。可采者不一而足。例如《唐國史補》載：楊貴妃生於蜀，好食荔枝。南海所生，尤勝蜀者，故每歲飛馳以進。然方暑而熱，經宿則敗，後人皆不知之。《唐国史补》亦载：酒则有乌程之若下，荥阳之土窑春，剑南之烧春……。

## 版本
版本：
- 明末虞山毛氏汲古閣影宋鈔本
- 明末虞山毛氏汲古閣刊《津逮秘書》本
- 《文淵閣四庫全書》本
- 《學津討原》本
- 《筆記小說大觀》本
- 《百部叢書集成初編》本